# 林丈統
林 丈統（はやし たけのり、1980年10月14日 - ）は、奈良県奈良市出身の元サッカー選手。ポジションはフォワード。

## 来歴
滝川第二高校サッカー部に所属していた1997年、1998年に2年連続で全国大会に出場。1998年度の大会では当時の大会タイ記録となる通算8得点を挙げて注目され、1999年にジェフユナイテッド市原に入団。主にスーパーサブとして活躍する。2003年に監督に就任したイビチャ・オシムは林の才能を「日本で一番才能のあるストライカー」と評価 する一方でスタミナ不足を指摘したこともあり、2005年のJ1第23節・東京ヴェルディ1969戦で6年ぶりにフル出場し、決勝点を挙げたことを「世界の奇跡」と呼んでいた。
2006年、「スーパーサブではなくスタメンとして出たい」という思いから京都パープルサンガに完全移籍。その際にジェフのクラブハウス内にあるホワイトボードに一言メッセージを書き残し、また、移籍についてのコメントを直筆のメッセージで残すなど、選手・関係者・サポーターへの感謝を表した。2007年にはジュビロ磐田にレンタル移籍していたが、ここでも「京都に行った時と同じように、目指すのはスタメンです」とコメントしている。
2009年、J1第30節 京都サンガF.C. vs.大分トリニータの試合で挙げた同点ゴールにより、大分のJ2降格が決定した。
2010年、前身の古河電工時代から含めて初めて2部（J2）に降格したジェフに5年ぶりに復帰したが、2010年、2011年と続けて無得点に終わり2011年オフに戦力外通告を受ける。2012年3月、タイ・プレミアリーグのBECテロ・サーサナFCに加入したが、6月1日付けで退団が発表された。
その後は無所属の状態であったが、2012年7月30日に大分トリニータへの入団が発表されJリーグに復帰した。リーグ戦では5試合無得点に終わったが、古巣ジェフとの対戦となった11月23日のJ1昇格プレーオフ決勝戦で後半41分に決勝ゴールを挙げ、クラブを4年ぶりのJ1復帰に導いた。なお、2009年J1第30節、京都戦で大分のJ2降格を決定づける同点ゴールを挙げた林は、「大分に加入してから、自分のゴールでJ1にあげるしかないと思ってずっとやってきた。」とコメントしている。
2013年11月28日、契約満了による退団が発表。　　　　　　　　　　　　　　　　　　
2016年11月1日、石川県志賀町に地域おこし協力隊隊員として委嘱され、スポーツ指導員として志賀中学校サッカー部外部コーチに就任するが、2017年1月25日に地域おこし協力隊を途中退任。理由を「家庭の事情」と説明している。

## 所属クラブ
- 二名FC（奈良市立二名小学校）
- 1993年 - 1995年 奈良市立二名中学校
- 1996年 - 1998年 滝川第二高等学校
- 1999年 - 2005年  ジェフユナイテッド市原/ジェフユナイテッド市原・千葉
- 2006年 - 2009年  京都パープルサンガ/京都サンガF.C.
  - 2007年  ジュビロ磐田（期限付き移籍）
- 2010年 - 2011年  ジェフユナイテッド市原・千葉
- 2012年 - 同年6月  BECテロ・サーサナFC
- 2012年8月 - 2013年  大分トリニータ

## 個人成績
| 国内大会個人成績 | 国内大会個人成績 | 国内大会個人成績 | 国内大会個人成績 | 国内大会個人成績 | 国内大会個人成績 | 国内大会個人成績 | 国内大会個人成績 | 国内大会個人成績 | 国内大会個人成績 | 国内大会個人成績 | 国内大会個人成績 |
| 年度             | クラブ           | 背番号           | リーグ           | リーグ戦         | リーグ戦         | リーグ杯         | リーグ杯         | オープン杯       | オープン杯       | 期間通算         | 期間通算         |
| 年度             | クラブ           | 背番号           | リーグ           | 出場             | 得点             | 出場             | 得点             | 出場             | 得点             | 出場             | 得点             |
| 日本             | 日本             | 日本             | 日本             | リーグ戦         | リーグ戦         | リーグ杯         | リーグ杯         | 天皇杯           | 天皇杯           | 期間通算         | 期間通算         |
| ---------------- | ---------------- | ---------------- | ---------------- | ---------------- | ---------------- | ---------------- | ---------------- | ---------------- | ---------------- | ---------------- | ---------------- |
| 1999             | 市原             | 25               | J1               | 17               | 1                | 1                | 1                | 1                | 0                | 19               | 2                |
| 2000             | 市原             | 13               | J1               | 16               | 2                | 4                | 2                | 2                | 1                | 22               | 5                |
| 2001             | 市原             | 16               | J1               | 23               | 4                | 3                | 0                | 2                | 1                | 28               | 5                |
| 2002             | 市原             | 16               | J1               | 22               | 2                | 6                | 2                | 4                | 2                | 32               | 6                |
| 2003             | 市原             | 16               | J1               | 23               | 7                | 2                | 0                | 3                | 1                | 28               | 8                |
| 2004             | 市原             | 9                | J1               | 20               | 2                | 5                | 2                | 0                | 0                | 25               | 4                |
| 2005             | 千葉             | 9                | J1               | 30               | 4                | 11               | 4                | 2                | 1                | 43               | 9                |
| 2006             | 京都             | 20               | J1               | 23               | 2                | 2                | 1                | 1                | 0                | 26               | 3                |
| 2007             | 磐田             | 16               | J1               | 13               | 2                | 4                | 0                | 1                | 0                | 16               | 2                |
| 2008             | 京都             | 11               | J1               | 19               | 1                | 3                | 1                | 2                | 1                | 24               | 3                |
| 2009             | 京都             | 11               | J1               | 29               | 1                | 3                | 0                | 1                | 1                | 33               | 2                |
| 2010             | 千葉             | 11               | J2               | 7                | 0                | -                | -                | 1                | 0                | 8                | 0                |
| 2011             | 千葉             | 16               | J2               | 16               | 0                | -                | -                | 3                | 0                | 19               | 0                |
| タイ             | タイ             | タイ             | タイ             | リーグ戦         | リーグ戦         | リーグ杯         | リーグ杯         | FA杯             | FA杯             | 期間通算         | 期間通算         |
| 2012             | サーサナ         | 14               | プレミア         | 4                | 0                | -                | -                | -                | -                | 4                | 0                |
| 日本             | 日本             | 日本             | 日本             | リーグ戦         | リーグ戦         | リーグ杯         | リーグ杯         | 天皇杯           | 天皇杯           | 期間通算         | 期間通算         |
| 2012             | 大分             | 29               | J2               | 5                | 0                | -                | -                | 0                | 0                | 5                | 0                |
| 2013             | 大分             | 16               | J1               | 8                | 0                | 3                | 0                | 0                | 0                | 11               | 0                |
| 通算             | 日本             | 日本             | J1               | 243              | 28               | 47               | 13               | 19               | 8                | 309              | 49               |
| 通算             | 日本             | 日本             | J2               | 28               | 0                | -                | -                | 4                | 0                | 32               | 0                |
| 通算             | タイ             | タイ             | プレミア         | 4                | 0                | -                | -                | -                | -                | 4                | 0                |
| 総通算           | 総通算           | 総通算           | 総通算           | 275              | 28               | 47               | 13               | 23               | 8                | 345              | 49               |

- プロデビュー（Jリーグ） - 1999年3月5日 鹿島アントラーズ戦 (国立競技場)
- プロ初ゴール（Jリーグ） - 1999年5月29日 ジュビロ磐田戦 (市原臨海競技場)

その他公式戦
- 2012年
  - J1昇格プレーオフ 2試合1得点

## 個人タイトル
- 1998年 第77回全国高等学校サッカー選手権大会得点王

## 出場大会
- 1998年 高校選手権 (ベスト4)

## 代表歴
- 1999年 U-20日本代表